# Олійник Сергій Андрійович
Олійник Сергій Андрійович — радянський і український теле- та кінорежисер.

## З життєпису
Народ. 25 листопада 1948 р. у м. Кривий Ріг. Закінчив Київський державний інститут театрального мистецтва ім. І. Карпенка-Карого (1981).
Асистент режисера на фільмах: «Високий перевал» (1981), «Провал операції „Велика ведмедиця“» (1983), «Легенда про княгиню Ольгу» (1983).
Поставив телефільми: «Третій у п'ятому ряду» (1984), «Чужий дзвінок» (1985). Знявся в декількох епізодичних ролях.
З 1994 року працював в TV-програмі Алли Чурі «Чарівне дзеркало» (канал «ТЕТ»), потім в програмі «Смачно з Борисом Бурдою» (канал «Інтер»). Є автором і режисером цієї програми.
Член Національної Спілки кінематографістів України.